# Maddalena Bagarotta Lodron
Maddalena Bagarotta, sposata Lodron (fl. XVI secolo), è stata una contessa che ha governato il Feudo di Castellano e Castelnuovo in vece dei suoi tre figli, troppo giovani per gestire le proprietà.

## Storia

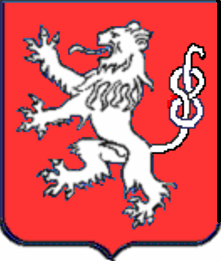
Stemma dei Lodron

Maddalena proveniva dalla nobile famiglia dei Bagarotta e fu sposata da Agostino Lodron, capostipite dei Lodron detti di Castellano.
A lui diede quattro figli:
- Agostino II Lodron.
- Felice Lodron.
- Antonio Lodron.
- Giulia Lodron.

Resse il feudo di Castellano per alcuni anni.